# Wioślarstwo na Letnich Igrzyskach Olimpijskich 2020 – jedynka mężczyzn
Rywalizacja wioślarskich jedynek mężczyzn w ramach Letnich Igrzysk Olimpijskich 2020 odbywała się w dniach 23-25 oraz 29-30 lipca 2021 na torze regatowym Sea Forest Waterway w stolicy Japonii, Tokio.

## Harmonogram
Wszystkie godziny podane są według czasu japońskiego (UTC+9)
| Data          | Godzina | Runda         |
| ------------- | ------- | ------------- |
| 23 lipca 2021 | 8:30    | Eliminacje    |
| 24 lipca 2021 | 8:30    | Repasaże      |
| 25 lipca 2021 | 9:00    | Półfinały E/F |
| 25 lipca 2021 | 11:40   | Ćwierćfinały  |
| 29 lipca 2021 | 11:00   | Półfinały A/B |
| 29 lipca 2021 | 11:40   | Półfinały C/D |
| 30 lipca 2021 | 7:45    | Finał F       |
| 30 lipca 2021 | 8:05    | Finał E       |
| 30 lipca 2021 | 8:35    | Finał D       |
| 30 lipca 2021 | 8:55    | Finał C       |
| 30 lipca 2021 | 9:15    | Finał B       |
| 30 lipca 2021 | 9:45    | Finał A       |

## Wyniki

### Eliminacje
Zawodnicy, którzy zajęli miejsca 1-3 awansowali do ćwierćfinałów, pozostali wzięli udział w repasażach.

#### Wyścig 1[3]
| Lp | Tor | Zawodnik                  | Czas    | Uwagi                  |
| -- | --- | ------------------------- | ------- | ---------------------- |
| 1  | 4   | Kjetil Borch              | 6:54.46 | awans do ćwierćfinałów |
| 2  | 1   | Bendegúz Pétervári-Molnár | 7:04.42 | awans do ćwierćfinałów |
| 3  | 2   | Lucas Verthein            | 7:05.00 | awans do ćwierćfinałów |
| 4  | 6   | Jan Fleissner             | 7:16.56 | repasaże               |
| 5  | 5   | Abdulrahman Al-Fadhel     | 8:49.03 | repasaże               |
| 6  | 3   | Mohammed Al-Khafaji       | 8:57.01 | repasaże               |

#### Wyścig 2[4]
| Lp | Tor | Zawodnik           | Czas    | Uwagi                  |
| -- | --- | ------------------ | ------- | ---------------------- |
| 1  | 2   | Stefanos Ntouskos  | 6:59.49 | awans do ćwierćfinałów |
| 2  | 1   | Jordan Parry       | 7:04.45 | awans do ćwierćfinałów |
| 3  | 6   | Álvaro Torres      | 7:07.92 | awans do ćwierćfinałów |
| 4  | 5   | Quentin Antognelli | 7:10.52 | repasaże               |
| 5  | 3   | Ignacio Vásquez    | 7:43.71 | repasaże               |
| 6  | 4   | Rio Rii            | 8:00.98 | repasaże               |

#### Wyścig 3[5]
| Lp | Tor | Zawodnik             | Czas    | Uwagi                  |
| -- | --- | -------------------- | ------- | ---------------------- |
| 1  | 3   | Sverri Nielsen       | 7:02.88 | awans do ćwierćfinałów |
| 2  | 5   | Gennaro Di Mauro     | 7:06.87 | awans do ćwierćfinałów |
| 3  | 4   | Władisław Jakowlew   | 7:10.08 | awans do ćwierćfinałów |
| 4  | 2   | Peter Purcell-Gilpin | 7:10.65 | repasaże               |
| 5  | 1   | Al-Hussein Gambour   | 7:52.37 | repasaże               |

#### Wyścig 4[6]
| Lp | Tor | Zawodnik            | Czas    | Uwagi                  |
| -- | --- | ------------------- | ------- | ---------------------- |
| 1  | 3   | Trevor Jones        | 7:04.12 | awans do ćwierćfinałów |
| 2  | 4   | Mindaugas Griskonis | 7:05.88 | awans do ćwierćfinałów |
| 3  | 2   | Onat Kazaklı        | 7:20.11 | awans do ćwierćfinałów |
| 4  | 5   | Dara Alizadeh       | 7:34.96 | repasaże               |
| 5  | 1   | Husein Alireza      | 7:54.18 | repasaże               |

#### Wyścig 5[7]
| Lp | Tor | Zawodnik             | Czas    | Uwagi                  |
| -- | --- | -------------------- | ------- | ---------------------- |
| 1  | 1   | Damir Martin         | 7:09.17 | awans do ćwierćfinałów |
| 2  | 5   | Aleksander Wiazowkin | 7:14.95 | awans do ćwierćfinałów |
| 3  | 4   | Cris Nievarez        | 7:22.97 | awans do ćwierćfinałów |
| 4  | 3   | Félix Potoy          | 7:32.54 | repasaże               |
| 5  | 2   | Privel Hinkati       | 7:40.87 | repasaże               |

#### Wyścig 6[8]
| Lp | Tor | Zawodnik             | Czas    | Uwagi                  |
| -- | --- | -------------------- | ------- | ---------------------- |
| 1  | 4   | Oliver Zeidler       | 7:00.40 | awans do ćwierćfinałów |
| 2  | 1   | Ryuta Arakawa        | 7:02.79 | awans do ćwierćfinałów |
| 3  | 3   | Abdelkhalek El-Banna | 7:03.44 | awans do ćwierćfinałów |
| 4  | 2   | Finn Florijn         | 7:04.56 | repasaże               |
| 5  | 5   | Franck N'Dri         | 7:49.19 | repasaże               |

### Repasaże
Pierwszych dwóch zawodników z repasaży awansowało do ćwierćfinałów; pozostali rywalizowali w półfinałach E/F (bez możliwości walki o medale).

#### Wyścig 1[9]
| Lp | Tor | Zawodnik            | Czas    | Uwagi                  |
| -- | --- | ------------------- | ------- | ---------------------- |
| 1  | 4   | Quentin Antognelli  | 7:34.14 | awans do ćwierćfinałów |
| 2  | 1   | Mohammed Al-Khafaji | 7:41.72 | awans do ćwierćfinałów |
| 3  | 3   | Félix Potoy         | 7:44.52 | półfinały E/F          |
| 4  | 5   | Al-Hussein Gambour  | 7:57.88 | półfinały E/F          |
| 5  | 2   | Franck N'Dri        | 8:03.25 | półfinały E/F          |

#### Wyścig 2[10]
| Lp | Tor | Zawodnik        | Czas    | Uwagi                  |
| -- | --- | --------------- | ------- | ---------------------- |
| 1  | 2   | Jan Fleissner   | 7:29.90 | awans do ćwierćfinałów |
| 2  | 3   | Dara Alizadeh   | 7:35.90 | awans do ćwierćfinałów |
| 3  | 4   | Ignacio Vásquez | 7:42.83 | półfinały E/F          |
| 4  | 1   | Privel Hinkati  | 7:55.93 | półfinały E/F          |

#### Wyścig 3[11]
| Lp | Tor | Zawodnik              | Czas    | Uwagi                               |
| -- | --- | --------------------- | ------- | ----------------------------------- |
| 1  | 3   | Peter Purcell-Gilpin  | 7:35.16 | awans do ćwierćfinałów              |
| 2  | 2   | Husein Alireza        | 8:06.78 | awans do ćwierćfinałów              |
| 3  | 1   | Rio Rii               | 8:17.00 | półfinały E/F                       |
| 4  | 5   | Abdulrahman Al-Fadhel | 9:04.73 | półfinały E/F                       |
| –  | 4   | Finn Florijn          | –       | nie przystąpił do rywalizacji (DNS) |

### Ćwierćfinały
Pierwszych trzech zawodników z każdego wyścigu awansowało do półfinałów A/B, pozostali wzięli udział w półfinałach C/D

#### Wyścig 1[12]
| Lp | Tor | Zawodnik             | Czas    | Uwagi         |
| -- | --- | -------------------- | ------- | ------------- |
| 1  | 4   | Kjetil Borch         | 7:10.97 | półfinały A/B |
| 2  | 3   | Stefanos Ntouskos    | 7:12.77 | półfinały A/B |
| 3  | 2   | Gennaro Di Mauro     | 7:26.25 | półfinały A/B |
| 4  | 1   | Quentin Antognelli   | 7:29.99 | półfinały C/D |
| 5  | 5   | Abdelkhalek El-Banna | 7:32.86 | półfinały C/D |
| 6  | 6   | Husein Alireza       | 8:35.05 | półfinały C/D |

#### Wyścig 2[13]
| Lp | Tor | Zawodnik             | Czas    | Uwagi         |
| -- | --- | -------------------- | ------- | ------------- |
| 1  | 4   | Sverri Nielsen       | 7:10.52 | półfinały A/B |
| 2  | 3   | Trevor Jones         | 7:17.65 | półfinały A/B |
| 3  | 5   | Aleksander Wiazowkin | 7:20.04 | półfinały A/B |
| 4  | 2   | Onat Kazaklı         | 7:32.86 | półfinały C/D |
| 5  | 1   | Dara Alizadeh        | 7:35.73 | półfinały C/D |
| 6  | 6   | Peter Purcell-Gilpin | 7:37.97 | półfinały C/D |

#### Wyścig 3[14]
| Lp | Tor | Zawodnik                  | Czas    | Uwagi         |
| -- | --- | ------------------------- | ------- | ------------- |
| 1  | 3   | Damir Martin              | 7:17.71 | półfinały A/B |
| 2  | 2   | Bendegúz Pétervári-Molnár | 7:24.63 | półfinały A/B |
| 3  | 4   | Ryuta Arakawa             | 7:26.04 | półfinały A/B |
| 4  | 5   | Álvaro Torres             | 7:31.85 | półfinały C/D |
| 5  | 6   | Jan Fleissner             | 7:37.01 | półfinały C/D |
| 6  | 1   | Władisław Jakowlew        | 7:39.47 | półfinały C/D |

#### Wyścig 4[15]
| Lp | Tor | Zawodnik            | Czas    | Uwagi         |
| -- | --- | ------------------- | ------- | ------------- |
| 1  | 4   | Oliver Zeidler      | 7:12.75 | półfinały A/B |
| 2  | 2   | Lucas Verthein      | 7:14.26 | półfinały A/B |
| 3  | 5   | Mindaugas Griskonis | 7:16.71 | półfinały A/B |
| 4  | 3   | Jordan Parry        | 7:18.48 | półfinały C/D |
| 5  | 6   | Cris Nievarez       | 7:50.74 | półfinały C/D |
| 6  | 1   | Mohammed Al-Khafaji | 8:03.55 | półfinały C/D |

### Półfinały
Pierwszych trzech wioślarzy zakwalifikowało się do finałów A, C, E (wyjątkiem jest półfinał E/F 1 w którym zakwalifikowało się dwóch zawodników), pozostali do finałów B, D, F.

#### Półfinał A/B 1[16]
| Lp | Tor | Zawodnik            | Czas    | Uwagi   |
| -- | --- | ------------------- | ------- | ------- |
| 1  | 3   | Kjetil Borch        | 6:42.92 | finał A |
| 2  | 4   | Damir Martin        | 6:45.27 | finał A |
| 3  | 6   | Mindaugas Griškonis | 6:45.90 | finał A |
| 4  | 1   | Gennaro Di Mauro    | 6:50.19 | finał B |
| 5  | 5   | Lucas Verthein      | 7:02.87 | finał B |
| 6  | 2   | Trevor Jones        | 7:06.18 | finał B |

#### Półfinał A/B 2[17]
| Lp | Tor | Zawodnik                  | Czas    | Uwagi   |
| -- | --- | ------------------------- | ------- | ------- |
| 1  | 2   | Stefanos Ntouskos         | 6:41.61 | finał A |
| 2  | 4   | Sverri Nielsen            | 6:44.00 | finał A |
| 3  | 1   | Aleksander Wiazowkin      | 6:44.56 | finał A |
| 4  | 3   | Oliver Zeidler            | 6:45.16 | finał B |
| 5  | 5   | Bendegúz Pétervári-Molnár | 6:59.08 | finał B |
| 6  | 6   | Ryuta Arakawa             | 6:59.26 | finał B |

#### Półfinał C/D 1[18]
| Lp | Tor | Zawodnik            | Czas    | Uwagi   |
| -- | --- | ------------------- | ------- | ------- |
| 1  | 3   | Álvaro Torres       | 7:02.49 | finał C |
| 2  | 4   | Quentin Antognelli  | 7:06.03 | finał C |
| 3  | 5   | Dara Alizadeh       | 7:11.14 | finał C |
| 4  | 6   | Mohammed Al-Khafaji | 7:21.52 | finał D |
| 5  | 2   | Cris Nievarez       | 7:26.05 | finał D |
| 6  | 1   | Husein Alireza      | 7:53.99 | finał D |

#### Półfinał C/D 2[19]
| Lp | Tor | Zawodnik             | Czas    | Uwagi   |
| -- | --- | -------------------- | ------- | ------- |
| 1  | 3   | Jordan Parry         | 6:57.70 | finał C |
| 2  | 2   | Abdelkhalek El-Banna | 6:58.84 | finał C |
| 3  | 5   | Jan Fleissner        | 6:59.61 | finał C |
| 4  | 1   | Peter Purcell-Gilpin | 7:01.72 | finał D |
| 5  | 6   | Władisław Jakowlew   | 7:03.53 | finał D |
| 6  | 4   | Onat Kazaklı         | 7:32.19 | finał D |

#### Półfinał E/F 1[20]
| Lp | Tor | Zawodnik       | Czas    | Uwagi   |
| -- | --- | -------------- | ------- | ------- |
| 1  | 3   | Félix Potoy    | 7:45.02 | finał E |
| 2  | 1   | Privel Hinkati | 7:49.46 | finał E |
| 3  | 3   | Rio Rii        | 8:19.99 | finał F |

#### Półfinał E/F 2[21]
| Lp | Tor | Zawodnik              | Czas    | Uwagi   |
| -- | --- | --------------------- | ------- | ------- |
| 1  | 3   | Ignacio Vásquez       | 7:42.80 | finał E |
| 2  | 1   | Franck N'Dri          | 7:55.12 | finał E |
| 3  | 2   | Al-Hussein Gambour    | 7:55.98 | finał E |
| 4  | 4   | Abdulrahman Al-Fadhel | 8:56.83 | finał F |

### Finały

#### Finał F[22]
| Lp | Tor | Zawodnik              | Czas    |
| -- | --- | --------------------- | ------- |
| 30 | 2   | Rio Rii               | 7:49.82 |
| 31 | 1   | Abdulrahman Al-Fadhel | 8:32.67 |

#### Finał E[23]
| Lp | Tor | Zawodnik           | Czas    |
| -- | --- | ------------------ | ------- |
| 25 | 4   | Ignacio Vásquez    | 7:25.88 |
| 26 | 3   | Félix Potoy        | 7:28.00 |
| 27 | 2   | Privel Hinkati     | 7:38.58 |
| 28 | 5   | Franck N'Dri       | 7:42.55 |
| 29 | 1   | Al-Hussein Gambour | 7:47.64 |

#### Finał D[24]
| Lp | Tor | Zawodnik             | Czas    |
| -- | --- | -------------------- | ------- |
| 19 | 2   | Władisław Jakowlew   | 7:03.37 |
| 20 | 4   | Peter Purcell-Gilpin | 7:03.85 |
| 21 | 1   | Onat Kazaklı         | 7:13.65 |
| 22 | 3   | Mohammed Al-Khafaji  | 7:18.65 |
| 23 | 5   | Cris Nievarez        | 7:21.28 |
| 24 | 6   | Husein Alireza       | 7:52.67 |

#### Finał C[25]
| Lp | Tor | Zawodnik             | Czas    |
| -- | --- | -------------------- | ------- |
| 13 | 3   | Jordan Parry         | 6:55.55 |
| 14 | 2   | Abdelkhalek El-Banna | 7:00.72 |
| 15 | 5   | Quentin Antognelli   | 7:01.85 |
| 16 | 1   | Jan Fleissner        | 7:02.93 |
| 17 | 4   | Álvaro Torres        | 7:03.69 |
| 18 | 6   | Dara Alizadeh        | 7:09.91 |

#### Finał B[26]
| Lp | Tor | Zawodnik                  | Czas    |
| -- | --- | ------------------------- | ------- |
| 7  | 4   | Oliver Zeidler            | 6.44.44 |
| 8  | 3   | Gennaro Di Mauro          | 6:47.38 |
| 9  | 1   | Trevor Jones              | 6:48.51 |
| 10 | 5   | Bendegúz Pétervári-Molnár | 6:50.45 |
| 11 | 6   | Ryuta Arakawa             | 6:50.91 |
| 12 | 2   | Lucas Verthein            | 6:52.09 |

#### Finał A[27]
| Lp     | Tor | Zawodnik             | Czas    |
| ------ | --- | -------------------- | ------- |
| złoto  | 4   | Stefanos Ntouskos    | 6:40.45 |
| srebro | 3   | Kjetil Borch         | 6:41.66 |
| brąz   | 2   | Damir Martin         | 6:42.58 |
| 4      | 5   | Sverri Nielsen       | 6:42.73 |
| 5      | 6   | Aleksander Wiazowkin | 6:49.09 |
| 6      | 1   | Mindaugas Griškonis  | 6:57.60 |